# Snow Tha Product
Claudia Alexandra Madriz Meza (San Jose, California, 24 de juny de 1987) coneguda professionalment com Snow Tha Product, és una rapera i cantant estatunidenca. Va treballar amb Atlantic Records des del 2012 fins al novembre del 2018. Des de llavors, és una artista independent. Els seus projectes més coneguts són el seu mixtape de 2013 Good Nights & Bad Mornings 2: The Hangover i l'àlbum recopilatori VIBE HIGHER del 2018. El 28 d'abril de 2021, va col·laborar amb Bizarrap a la "BZRP Music Sessions #39". Snow també va aparèixer com a convidada a la sèrie de televisió estatunidenca Queen of the South.

## Primers anys
Claudia Alexandra Madriz Meza va néixer el 24 de juny de 1987 a San José, Califòrnia, filla d'immigrants mexicans. El seu pare era un immigrant sense papers de Michoacán mentre que la seua mare havia immigrat legalment. Té un germà menor anomenat Miguel Ángel, al qual anomena de manera afectiva Ito.
Durant els seus anys de joventut, va estar exposada a la música mariatxi per part la seua família paterna, ja que tant el seu pare com el seu avi eren cantants de mariatxi. Als 6 anys, va aparèixer en programes de talent escolar i va començar a actuar amb la banda de mariatxis del seu avi a Redwood City. Va tenir la seva primera exposició al hip hop quan es va traslladar a San Diego i a poc a poc es va involucrar més amb la seva pròpia música. Claudia va assistir a l'escola secundària Mar Vista i a la secundària Mira Mesa. D'adolescent, va començar a fer freestyle amb els seus amics.

## Carrera
Després de graduar-se a l'escola secundària, va assistir breument a San Diego Mesa College per començar a estudiar per convertir-se en treballadora social. Als 19 anys, va començar a prendre's la música seriosament i va abandonar el seu primer semestre de la universitat per seguir una carrera com a rapera. Va adoptar el seu nom del personatge Blancaneus de Disney, Snow White en anglès. Inicialment va utilitzar el nom de "Snow White" i després va afegir "the Product". Posteriorment el va canviar pel sobrenom "Snow White Tha Product" i finalment "Snow Tha Product". Després de gravar diverses cançons en castellà, va cridar l'atenció de l'artista mexicà Jaime Kohen. Van gravar una cançó junts titulada "Alguien", que es va fer popular a Mèxic i va aparèixer a l'àlbum Fotosíntesis de Kohen.
El 2007, Snow va llançar el seu primer àlbum recopilatori Verbal Assault Vol.1 amb molts artistes locals sota el seu segell Product Entertainment LLC. Va ser seguit el 2008 amb el seu primer mixtape en solitari Raising Tha Bar: Tha Mixtape, que incloïa molts remix de cançons populars de l'època. El 2009, Verbal Assault Vol. 2 es va llançar, amb el senzill "Whatever It Takes". El 2010, Snow va llançar Wake Ya Game Up, Vol. 1, juntament amb les marques de roba Wake Ya Game Up i Woke.
El 2010, Snow va llançar el mixtape Run Up or Shut Up, que va ser presentat per DJ Ames del Regne Unit i que incloïa l'èxit "Drunk Love". El 16 de febrer de 2011, el vídeo musical oficial es va presentar al popular canal de televisió de música llatina Mun2. Ella i la seva família es van traslladar a Texas i va actuar durant dos anys consecutius al festival South by Southwest. El 26 d'octubre de 2011, Snow va llançar el seu àlbum debut independent a Street Science Ent. Unorthodox."Drunk Love" es va tornar a llançar com a senzill juntament amb "Woke Wednesday". El seu primer gran èxit va arribar amb la cançó "Holy Shit". La cançó, de 90 segons de durada, va rebre elogis i es va presentar al lloc de 50 Cent ThisIs50.com. L'èxit de les seves cançons va cridar l'atenció de tres grans discogràfiques, que es van posar en contacte amb ella: Sony, Universal i Atlantic.
El 2012, Snow va signar amb Atlantic Records després del seu èxit independent amb Unorthodox. Va aparèixer en cançons d'artistes importants, com DJ Paul i Krizz Kaliko. Al novembre, va actuar al concert d'ABN Reunion a Houston, Texas, amb els rapers Trae i Z-Ro. El 12 de desembre de 2012, Snow va llançar el seu esperat mixtape Good Nights & Bad Mornings, que va generar 3 senzills: "Cookie Cutter Bitches", "Damn It" i "Lord Be with You".
La seqüela de Good Nights & Bad Mornings es va publicar el 14 d'octubre de 2013. L'enregistrament, anomenat Good Nights & Bad Mornings 2: The Hangover té aparicions com a convidats de Tech N9ne, The Cataracs, Trae tha Truth, CyHi the Prynce, Dizzy Wright i Ty Dolla Sign. El 16 de maig de 2013, Snow va llançar el senzill "Cali Luv", produït per The Cataracs, que utilitza com a sample l'èxit de 2Pac California Love. Va aparèixer al senzill "Makin Papers" del DJ holandès Chuckie juntament amb Lupe Fiasco i Too Short. El vídeo de la cançó es va estrenar a MTV el 8 d'agost de 2013. El mateix any, va participar en la gira Fight to Unite amb Kottonmouth Kings i Dizzy Wright i va actuar als festivals South by Southwest (SXSW) i Rock the Bells.
El 30 de juny de 2015, Snow va llançar el mixtape, The Rest Comes Later. Seguit d'una gira del mateix nom amb Audio Push. El novembre de 2016, Snow va contribuir a The Hamilton Mixtape, unint-se als rapers K'naan, Riz MC i Residente a la cançó "Immigrants (We Get the Job Done)". El vídeo musical de la cançó es va publicar el 28 de juny de 2017. L'agost de 2017, la cançó ha guanyat a Snow i als seus col·laboradors un MTV Video Music Award en la categoria de Millor lluita contra el sistema.
El 4 d'octubre de 2017, Snow va llançar el mixtape inacabat VIBEHIGHER amb els artistes Castro Escobar, Lex the Great, Jandro i AJ Hernz a YouTube. Va seguir amb una gira del mateix nom el 2017 i el 2018. El 2017, va aparèixer com a Lil' Traviesa, també coneguda com a Lil' T, a la sèrie de televisió estatunidenca Queen of the South.
El novembre de 2018, Snow va deixar Atlantic Records i es va independitzar musicalment. Va anunciar que llançaria el mixtape complet de VIBEHIGHER el 22 de desembre de 2018, ja que estava acabat i llest per publicar-se sota el seu segell independent Product Entertainment LLC. L'1 de maig de 2019, Snow va fer la gira de 30 dies Going Off. El 12 de setembre, va tornar a fer una gira que va anomenar Going Off: Part 2.
El 2021, Snow va rebre la seva primera nominació als premis Latin GRAMMY en la categoria de Millor cançó de rap/hip-hop per la seva cançó de col·laboració amb el productor argentí Bizarrap, "BZRP Music Sessions #39".  L'11 de febrer va anunciar que faria una gira nacional durant l'abril i maig de 2022 que va anomenar Dale Gas tour.
El 21 d'octubre de 2022, va llançar l'àlbum d'estudi To Anywhere amb col·laboracions amb vf7, AJ Hernz, Santa Fe Klan, Juicy J i Rotimi. To Anywhere és el seu primer projecte en solitari en cinc anys i el seu primer àlbum d'estudi en una dècada.

## Vida Privada
En una entrevista del juny de 2018, Snow va revelar que es va casar quan tenia 19 anys amb Andrew Feliciano, el matrimoni va durar una dècada des del 2006 fins al 2016. Del seu matrimoni, té un fill amb el nom d'Andrew Jr. Feliciano nascut l'abril de 2010. L'any 2017, Snow va començar una relació amb Julisa Aponte, també coneguda com Juju. El 10 de juliol de 2019, van anunciar el seu matrimoni. A finals de març de 2022, Snow va compartir a través de les seves històries a les xarxes socials que la parella s'havia separat després de passar uns mesos difícils juntes.
El 2020, durant la pandèmia de la COVID-19, Snow va comprar un ranxo a Califòrnia, amb la voluntat d'abraçar les seves arrels mexicanes de viure en un ranxo i centralitzar totes les seves operacions. S'hi va mudar el setembre del 2020.
Snow sempre ha estat molt oberta que té TDAH, afirma que tenir TDAH és quelcom que la motiva a posar la seva energia en diferents projectes.
Snow és bilingüe, parla anglès i espanyol amb fluïdesa i grava en ambdós idiomes.